# Юльзен
Юльзен (нім. Uelsen) — громада в Німеччині, розташована в землі Нижня Саксонія. Входить до складу району Графство Бентгайм. Центр об'єднання громад Юльзен.
Площа — 19,46 км2. Населення становить 5771 ос. (станом на 31 грудня 2021).